# Roydon (King's Lynn and West Norfolk)
Roydon is een civil parish in het bestuurlijke gebied King's Lynn en West Norfolk, in het Engelse graafschap Norfolk. In 2011 telde de civil parish 357 inwoners. In het Domesday Book van 1086 werd de plaats vermeld als 'Ruindune', die met 44 huishoudens tot de grotere nederzettingen gerekend werd.